# Kit Carson (film fra 1903)
Kit Carson er en amerikansk stumfilm fra 1903.